# Mauritius op de Olympische Jeugdzomerspelen 2010
Mauritius nam deel aan de Olympische Jeugdzomerspelen 2010 in Singapore, de eerste editie van de Olympische Jeugdspelen.

## Medailleoverzicht
| Sport                                                                    | Olympiër                                                                 | Discipline                                                               | Medaille                                                                 |
| Als lid van een gemengd landenteam (telt niet mee voor landenklassement) | Als lid van een gemengd landenteam (telt niet mee voor landenklassement) | Als lid van een gemengd landenteam (telt niet mee voor landenklassement) | Als lid van een gemengd landenteam (telt niet mee voor landenklassement) |
| ------------------------------------------------------------------------ | ------------------------------------------------------------------------ | ------------------------------------------------------------------------ | ------------------------------------------------------------------------ |
| Judo                                                                     | Gaelle Nemorin                                                           | gemengd team                                                             | Brons                                                                    |

## Deelnemers en resultaten
(m) = mannen, (v) = vrouwen 

### Atletiek
| Olympiër          | Discipline               | Resultaat | Prestatie |
| ----------------- | ------------------------ | --------- | --------- |
| Louis Rajah       | 110 m horden (m)         |           |           |
| Marty Paul        | hink-stap-sprong (m)     |           |           |
| Brondon Nursimloo | hoogspringen (m)         |           |           |
| Abel Thesee       | polsstokhoogspringen (m) |           |           |

### Badminton
| Olympiër      | Discipline    | Resultaat | Prestatie |
| ------------- | ------------- | --------- | --------- |
| Kate Foo Kune | enkelspel (v) |           |           |

### Judo
| Olympiër       | Discipline    | Resultaat | Prestatie |
| -------------- | ------------- | --------- | --------- |
| Gaelle Nemorin | tot 63 kg (v) |           |           |

### Tafeltennis
| Olympiër         | Discipline    | Resultaat | Prestatie |
| ---------------- | ------------- | --------- | --------- |
| Warren Li Kam Wa | enkelspel (m) |           |           |

### Zwemmen
| Olympiër           | Discipline     | Resultaat | Prestatie |
| ------------------ | -------------- | --------- | --------- |
| Emmanuel Froget    | 200 m vrij (m) |           |           |
|                    |                |           |           |
| Adeline Tin Hon Ko | 200 m vrij (v) |           |           |

Afghanistan · Albanië · Algerije · Amerikaanse Maagdeneilanden · Amerikaans-Samoa · Andorra · Angola · Antigua en Barbuda · Argentinië · Armenië · Aruba · Australië · Azerbeidzjan · Bahama's · Bahrein · Bangladesh · Barbados · België · Belize · Benin · Bermuda · Bhutan · Bolivia · Bosnië en Herzegovina · Botswana · Brazilië · Britse Maagdeneilanden · Brunei · Bulgarije · Burkina Faso · Burundi · Cambodja · Canada · Centraal-Afrikaanse Republiek · Chili · China · Chinees Taipei · Colombia · Comoren · Congo-Brazzaville · Congo-Kinshasa · Cookeilanden · Costa Rica · Cuba · Cyprus · Denemarken · Djibouti · Dominica · Dominicaanse Republiek · Duitsland · Ecuador · Egypte · El Salvador · Equatoriaal-Guinea · Eritrea · Estland · Ethiopië · Fiji · Filipijnen · Finland · Frankrijk · Gabon · Gambia · Georgië · Ghana · Grenada · Griekenland · Groot-Brittannië · Guam · Guatemala · Guinee · Guinee‑Bissau · Guyana · Haïti · Honduras · Hongarije · Hongkong · Ierland · IJsland · India · Indonesië · Irak · Iran · Israël · Italië · Ivoorkust · Jamaica · Japan · Jemen · Jordanië · Kaaimaneilanden · Kaapverdië · Kameroen · Kazachstan · Kenia · Kirgizië · Kiribati · Koeweit · Kroatië · Laos · Lesotho · Letland · Libanon · Liberia · Libië · Liechtenstein · Litouwen · Luxemburg · Macedonië · Madagaskar · Malawi · Malediven · Maleisië · Mali · Malta · Marshalleilanden · Marokko · Mauritanië · Mauritius · Mexico · Micronesië · Moldavië · Monaco · Mongolië · Montenegro · Mozambique · Myanmar · Namibië · Nauru · Nederland · Nederlandse Antillen · Nepal · Nicaragua · Nieuw-Zeeland · Niger · Nigeria · Noord-Korea · Noorwegen · Oeganda · Oekraïne · Oezbekistan · Oman · Oostenrijk · Oost‑Timor · Pakistan · Palau · Palestina · Panama · Papoea-Nieuw-Guinea · Paraguay · Peru · Polen · Portugal · Puerto Rico · Qatar · Roemenië · Rusland · Rwanda · Saint Kitts en Nevis · Saint Lucia · Saint Vincent en Grenadines · Salomonseilanden · Samoa · San Marino · Sao Tomé en Principe · Saoedi-Arabië · Senegal · Servië · Seychellen · Sierra Leone · Singapore · Slovenië · Slowakije · Soedan · Somalië · Spanje · Sri Lanka · Suriname · Swaziland · Syrië · Tadzjikistan · Tanzania · Thailand · Togo · Tonga · Trinidad en Tobago · Tsjaad · Tsjechië · Tunesië · Turkije · Turkmenistan · Tuvalu · Uruguay · Vanuatu · Venezuela · Verenigde Arabische Emiraten · Verenigde Staten · Vietnam · Wit-Rusland · Zambia · Zimbabwe · Zuid-Afrika · Zuid-Korea · Zweden · Zwitserland